# Курота
Курота (рос. Курота) — село Онгудайського району, Республіка Алтай Росії. Входить до складу Каракольського сільського поселення.
Населення — 341 особа (2015 рік).